# شهاب‌الدین (نکا)
شهاب‌الدین، روستایی است از توابع بخش مرکزی شهرستان نکا در استان مازندران ایران.

## جمعیت
این روستا در دهستان قره‌طغان قرار دارد و براساس سرشماری مرکز آمار ایران در سال ۱۳۸۵، جمعیت آن ۵۷۶ نفر (۱۵۸خانوار) بوده‌است. مردم شهاب‌الدین از قومیت طبری هستند. مردم شهاب‌الدین به زبان طبری (مازندرانی) سخن می‌گویند.